# جيمي بولارد
جايمس بولارد (بالإنجليزية: Jimmy Bullard)‏، من مواليد 23 أكتوبر 1978 في نيوهام في إنجلترا، لاعب كرة قدم إنجليزي.
بدأ مسيرته الكروية مع نادي غرافسيند أند نورثفليت في موسم 1998/1999، وفي عام 1999 انتقل إلى نادي وست هام يونايتد، ولعب معهم حتى عام 2001، وفي عام 2001 انتقل إلى نادي بيتربوروغ يونايتد، ولعب معهم حتى عام 2003، وشارك معهم في 66 مباراة وسجل 11 هدف، وفي عام 2003 انتقل إلى نادي ويغان أثلتك، ولعب معهم حتى عام 2006، وشارك معهم في 145 مباراة وسجل 10 أهداف، وفي عام 2006 انتقل إلى نادي فولهام ولعب معهم حتى عام 2009 حين انتقل إلى نادي هال سيتي، وفي عام 2011 تمت اعارته إلى نادي ايبسويتش تاون، حتى عام 2012 حيث قرر اعتزال كرة القدم بسبب إصابة في مفصل القدم.
عُرف جيمي بولارد بشخصية مرحة وغريبة في أرض الملعب، ويُعتبر من اللاعبين المحبوبين من مشجعي جميع الفرق.

## روابط خارجية
- جيمي بولارد على موقع قاعدة بيانات كرة القدم.إي يو (الإنجليزية)
- جيمي بولارد على موقع Soccerbase.com (لاعب) (الإنجليزية)
- جيمي بولارد على موقع عالم كرة القدم.نت (الإنجليزية)
- جيمي بولارد على موقع كووورة